# Chiesa dell'Immacolata Concezione (Laigueglia)
La chiesa dell'Immacolata Concezione è un luogo di culto cattolico situato nel comune di Laigueglia, in via della Concezione, in provincia di Savona.

## Storia e descrizione
Edificata nel 1661 da Giulio Cesare Preve, la struttura esterna si presenta con una facciata a capanna e con finestra ovale, con un'antistante porticato e un piccolo campanile a vela. Nel corso degli anni sessanta del Novecento la chiesa subì molteplici interventi di restauro degli interni.
Nella zona absidale un altare in marmi policromi conserva una particolare statua della Madonna che, diversamente dall'iconografia abituale, veste un manto di colore nero. Secondo una leggenda popolare e religiosa questa effigie si trovava dentro ad una cassa di un veliero laiguegliese e che protesse miracolosamente un marinaio che rovinosamente cadde dall'albero maestro dell'imbarcazione. E di naviganti e marinai sono nella maggioranza dei casi i numerosi ex voto conservati in questa chiesa.
Anche la volta a botte dell'edificio presenta una caratteristica, quasi unica: fu decorata dai soldati dell'esercito imperiale che qui alloggiarono durante la prima guerra mondiale. Esternamente, un affresco dell'Immacolata Concezione accompagna i versi di una poesia del poeta Gabriello Chiabrera di Savona: In mare irato in subita procella invoco Te, nostra benigna stella.